# Xavier Gachet
 (février 2015).
Xavier Gachet, né à Albertville le 31 octobre 1989, est un skieur alpiniste, membre de l'équipe de France de ski alpinisme qui représente la Fédération française de la montagne et de l'escalade (FFME).

## Biographie
Xavier Gachet baigne dans le milieu du ski alpinisme depuis son enfance: son père, René Gachet, a participé à la Pierra Menta de la première à la 19e edition. Le meilleur résultat de René sur le parcours 10 000 est une 4e place avec Paul Joguet et il obtient plusieurs victoires et podiums sur le parcours 7 000 .

## Palmarès

### Coupe du monde

#### Différents classements en coupe du monde
| Année/Classement | Général | Inidividuelle | Inidividuelle              | Vertical Race | Vertical Race | Sprint | Sprint             | Longue distance | Longue distance | Relais mixte | Relais mixte |
| ---------------- | ------- | ------------- | -------------------------- | ------------- | ------------- | ------ | ------------------ | --------------- | --------------- | ------------ | ------------ |
| Année/Classement | Général | Class.        | Courses                    | Class.        | Courses       | Class. | Courses            | Class.          | Courses         | Class.       | Courses      |
| 2012-2013        | 15e     | 10e           | 7e, 4e, 16e, 11e, 10e, 15e | 17e           | 7e, 20e       | 29e    | 12e                |                 |                 |              |              |
| 2013-2014        | 15e     | 10e           | 18e, 11e, 10e, 17e, 10e    | 20e           | 17e, 51e, 12e |        |                    |                 |                 |              |              |
| 2014-2015        | 6e      | 2e            | 12e, 3e,2e, 2e             | 9e            | 14e,6e,6e     | 15e    | 11e, 12e , 29e     | 5e              | 3e, 3e, 2e      |              |              |
| 2015-2016        | 6e      | 6e            | 11e, 4e, 5e, 5e            | 23e           | 28e, 12e      | 20e    | 22e, 12e, 15e, 27e | 2e              | 3e, 1re, 3e     |              |              |
| 2016-2017        | 18e     | 13e           | 14e, 21e, 3e               | 14e           | 17e, 28e, 7e  | 39e    | 21e                |                 |                 |              |              |
| 2017-2018        | 5e      | 3e            | 1er, 3e, 12e, 9e           | 11e           | 7e, 13e, 13e  | 12e    | 21e, 16e           |                 |                 |              |              |
| 2018-2019        | 11e     | 7e            | 7e, 3e, 8e, 7e, 11e        | 10e           | 8e, 10e, 9e   | 39e    | 52e, 14e           |                 |                 |              |              |
| 2019-2020        | 6e      | 4e            | 7e, 1er, 9e                | 19e           | 15e, 24e      | 19e    | 29e, 10e           |                 |                 |              |              |
| 2020-2021        | 28e     | 25e           | 40e, 15e, 16e              | 26e           | 25e, 11e      | 26e    | 26e, 13e           |                 |                 |              |              |
| 2021-2022        | 4e      | 1er           | 1er, 2e, 1er, 1er, 3e, 6e  | 6e            | 4e, 8e, 14e   | 33e    | 22e, 22e           |                 |                 |              |              |
| 2022-2023        | 14e     | 6e            | 12e, 6e, 2e, 3e, 29e       | 16e           | 6e, 14e, 15e  | 37e    | 17e, 24e           |                 |                 |              | 3e, 2e       |
| 2023-2024        | 20e     | 2e            | 3e, 13e,1er, 4e            |               | 22e           |        |                    |                 |                 |              | 3e           |
| 2024-2025        | 15e     | 3e            | 5e,7e, 11e, 7e             | 15e           | 3e, 20e       |        |                    |                 |                 |              |              |

#### Podiums
Xavier Gachet compte 
- 1 globe de cristal sur l'individuel en 2021/2022
- 6 victoires, 4 deuxièmes places et 7 troisièmes places sur l'individuel
- 1 troisième place en Verticale Race
- 1 victoire, 1 deuxième place et 4 troisièmes places par équipes
- 1 deuxième place et 2 troisièmes places en relais mixte

### Championnats du monde
| Épreuve / Édition | Lieu               | Individuelle | Vertical Race | Par équipe                          | Relais                                                                    | Longue distance                                       |
| Mondiaux 2013     | Puy-Saint-Vincent  | 11e          |               | Bronze · (avec Alexis Sevennec)     | Bronze · (avec William Bon Mardion, Alexis Sevennec et Mathéo Jacquemoud) |                                                       |
| Mondiaux 2015     | Verbier            | 4e           | 9e            | Argent · (avec William Bon Mardion) | Argent · (William Bon Mardion, Alexis Sevennec et Didier Blanc)           |                                                       |
| Mondiaux 2017     | Alpago Piancavallo | 6e           | 28e           | Bronze · (avec William Bon Mardion) | 4e (avec William Bon Mardion, Alexis Sevennec et Valentin Favre)          |                                                       |
| Mondiaux 2019     | Villars-sur-Ollon  | Bronze ·     | 22e           | 19e (avec William Bon Mardion)      |                                                                           |                                                       |
| Mondiaux 2021     | Ordino Arcalís     | DNS          | 17e           |                                     | Bronze · (avec William Bon Mardion, Alexis Sevennec et Thibault Anselmet) | Pierra Menta 8e (avec William Bon Mardion)            |
| Mondiaux 2022     | Tour du Rutor      |              |               |                                     |                                                                           | Bronze · (avec William Bon Mardion)                   |
| Mondiaux 2023     | Boí Taüll          | 8e           | DNS           | Argent · (avec William Bon Mardion) |                                                                           | Adamello Ski Raid Bronze · (avec William Bon Mardion) |
| Mondiaux 2025     | Morgins            | Bronze       |               | Or · (avec William Bon Mardion)     |                                                                           | Mezzalama Argent · (avec William Bon Mardion)         |

### Championnats d'Europe
| Épreuve / Édition | Lieu           | Individuelle | Vertical Race | Sprint |
| 2012              | Pelvoux        | 23e          | 16e           |        |
| 2014              | Font Blanca    | 5e           | 16e           |        |
| 2016              | Les Marécottes | 4e           |               | 15e    |
| 2018              | Etna           | 12e          | 9e            | 21e    |
| 2022              | Boí Taüll      | 4e           | 4e            |        |
| 2024              | Flaine         | Argent       | 13e           |        |

### Championnats de France
| Épreuve / Édition | Individuelle | Vertical Race | Sprint | Par équipe                      |
| 2013-2014         | Bronze       | 6e            |        |                                 |
| 2014-2015         |              | Or            |        |                                 |
| 2015-2016         | Argent       | Argent        | 5e     |                                 |
| 2016-2017         | Argent       | Or            | Bronze | Or · (avec William Bon Mardion) |
| 2017-2018         | Or           | Or            |        |                                 |
| 2018-2019         | Or           | Or            |        |                                 |
| 2019-2020         | Or           | Bronze        | 7e     |                                 |
| 2020-2021         | Argent       | DNS           | DNS    |                                 |
| 2021-2022         | Or           | DNS           | DNS    |                                 |
| 2022-2023         | Or           | 4e            | DNS    |                                 |
| 2023-2024         | Argent       | Argent        | DNS    |                                 |
| 2024-2025         | Or           | 4e            | DNS    | Or · (avec William Bon Mardion) |

NC : Non communiqué   - DNS: Did not start

### Pierra Menta
- 2025 :  1er avec William Bon Mardion
- 2024 :  1er avec William Bon Mardion
- 2023 :  2e avec William Bon Mardion
- 2022 :  2e avec William Bon Mardion
- 2021 : 8e avec William Bon Mardion (course sur 1 jour)
- 2018 :  2e avec William Bon Mardion
- 2017 : 5e avec William Bon Mardion
- 2016 :  2e avec William Bon Mardion
- 2015 :  2e avec William Bon Mardion
- 2014 :  3e avec Valentin Favre
- 2013 : 5e avec Florent Perrier
- 2012 : 5e avec Mathéo Jacquemoud
- 2011 : 10e avec Alexis Sevennec

### Tour du Rutor
- 2024 :  1er avec William Bon Mardion
- 2022 :  3e avec William Bon Mardion
- 2018 :  3e avec William Bon Mardion
- 2016 :  3e avec William Bon Mardion
- 2014 :  3e avec Valentin Favre
- 2012 : 9e avec François Cazzanelli

### Mezzalama
- 2025 :  2e avec William Bon Mardion
- 2023 :  2e avec Mathéo Jacquemoud et Samuel Equy
- 2019 : 4e avec William Bon Mardion et Samuel Equy
- 2015 : 6e avec William Bon Mardion et Yoann Sert
- 2013 : 5e avec Alexis Sevennec et Davide Galizzi
- 2011 : 6e avec Alexis Sevennec et Grégory Gachet

### Patrouille des glaciers
- 2018 :  3e avec William Bon Mardion et Jakob Hermann
- 2014 :  2e avec Valentin Favre et Didier Blanc
- 2012 : 8e avec Marc Pinsach et Hermann Jakob

### Adamello Ski Raid
- 2025 :  1er avec William Bon Mardion
- 2023 :  3e avec William Bon Mardion
- 2015 : 4e avec William Bon Mardion
- 2013 : 4e avec Alexis Sevennec

### Altitoy Ternua
- 2018 :  2e avec William Bon Mardion
- 2016 : 4e avec William Bon Mardion

## Vie privée
Xavier Gachet est marié à Axelle Mollaret, également skieuse alpiniste française. En août 2020, le couple donne naissance à leur premier enfant, un garçon prénommé Similien.